# Jacinto Piedra
Ricardo Manuel Gómez, más conocido por su nombre artístico Jacinto Piedra (Santiago del Estero, 25 de septiembre de 1955 - La Banda, 25 de octubre de 1991), fue un cantante y músico folclórico argentino.

## Vida y carrera
Como buen santiagueño cantó y bailó desde muy chico. Su padre, don Manuel, fue un destacado bailarín. A los siete años Jacinto debutó como cantante en el viejo Club Belgrano. Durante un tiempo anduvo actuando por peñas y festivales como “Ricardito el niño cantor”. Pariente directo por su madre del músico compositor santiagueño Oscar Segundo Carrizo.
Más tarde la familia viajó a Buenos Aires a radicarse, donde empezó a abrirse camino en el ambiente musical. Ya en su juventud, Cuti Carabajal lo relacionó con Horacio Guarany, su ídolo de toda la vida, quien lo bautizó «Jacinto Piedra» y le posibilitó la primera grabación como solista. El álbum se titula El incendio del poniente. Se edita en el sello CBS, con temas propios (algunos con Adolfo Marino Ponti) y de Peteco Carabajal.
Con un breve paso por Bolivia y Perú, Jacinto aparece en el ambiente artístico santiagueño bajo la tutela de Cuti que lo presenta en el Festival de la Chacarera en el año 1983 realizado en el Hipódromo, sobre la margen derecha del río Dulce. Posteriormente es invitado por don Sixto Palavecino para participar en la grabación del LP Por qué por quién. Jacinto grabó el aire de chacarera Te voy a contar un sueño, tema que alcanzó gran difusión y define a nivel popular su particular visión por la poesía y el canto. Por esa época, su relación con León Gieco le permitió actuar con el grupo del santafesino en varias ciudades argentinas.
En 1985, el Chango Farías Gómez lo convocó a formar parte del grupo MPA (Músicos Populares Argentinos) junto a Verónica Condomí; Peteco Carabajal y el Mono Izaurralde. MPA grabó dos discos Nadie, más que nadie en 1985 y Antes que cante el gallo en 1987.
Desvinculados de MPA, Jacinto y Peteco formaron el grupo Santiagueños que acercó a la juventud de gran parte del país a las expresiones folklóricas. El disco Transmisión huaucke aún sigue vigente y recientemente fue editado en CD, lo que confirma su trascendencia tanto artística como comercial.
Disuelto el grupo, Jacinto continuó su carrera solo o acompañado por el grupo Kausay, también con Tucho Ruffa y el grupo La Calle.
En los últimos tiempos participó activamente junto al payador Lázaro Moreno en la campaña política del MOP (Movimiento de Opinión Provincial), de la Unión Cívica Radical.
Sus temas más conocidos: «Hermano Kakuy» (con letra de Juan Carlos Carabajal), «Te voy a contar un sueño». «Canción del quenero», «Los niños del mundo» y particularmente la última «Chacarera del amor», inmortalizan un estilo propio e inconfundible.
En la madrugada del 25 de octubre de 1991 falleció a causa de un accidente automovilístico en las cercanías del pueblo de San Carlos en las afueras de la ciudad de La Banda, a unos 7 km del centro de la ciudad de Santiago del Estero.
Los restos mortales del intérprete fueron velados en la Casa del Folklorista dando lugar a conmovedoras escenas de dolor. En el desfile incesante hubo muchos jóvenes y en la marcha de cortejo por las calles de la ciudad, el pueblo volcó a darle el último adiós. Cuando falleció tenía 36 años.
En el año 2011 el poeta y autor Adolfo Marino Bebe Ponti publicó un libro sobre Jacinto Piedra, un artista que a todas luces revolucionó con su propuesta innovadora el ámbito de la música argentina demostrando ser un creador original y un cantante virtuoso. «Jacinto fue un alma apresurada con una voz llena de belleza», dijo Mercedes Sosa.
El texto Jacinto Piedra x Bebe Ponti atraviesa momentos compartidos, anécdotas memorables y una visión certera sobre el lugar cultural que la provincia de Santiago del Estero ocupa en el panorama de la música folklórica argentina.

## Que lo recuerden brillando
Es un libro escrito desde y para la memoria colectiva, con el objetivo de sumar una mirada más sobre Jacinto Piedra, quien fue y es un ícono indiscutido de la cultura popular de Santiago del Estero.
La investigación fue iniciada en el año 2009 y finalizada en el 2012. La misma está basada en más de 40 entrevistas realizadas a quienes fueron parte fundamental de la vida de Jacinto Piedra; testimonios recolectados del grupo de Facebook «Jacinto Piedra y la memoria colectiva»; recortes de diarios, material fotográfico y audiovisual. Con herramientas de la crónica y de la no ficción, Que lo recuerden brillando recorre la vida del rebelde y carismático Jacinto Piedra, profundizando en los momentos de mayor trascendencia de su producción artística, legado fundamental para la música popular argentina. En sus páginas se podrá encontrar las huellas de un Jacinto Piedra niño, hermano, luminoso, contradictorio. Alejado del mito, pero con los ingredientes justos para volverlo inolvidable.
El título Que lo recuerden brillando se debe a una anécdota contada por la tucumana Graciela Pedraza, esposa del conocido Flaco Biletán, y madre de uno de los legados musicales de Jacinto, Ernesto Ramón Guevara, quien después de haber formado junto a Santiago Suárez el dúo Vislumbre, posteriormente dúo Presagio, y finalmente 10 años acompañando a Raly Barrionuevo, actualmente se encuentra radicado en la provincia de Neuquén avanzando con su carrera solista. Dicha anécdota se debe a que antes de tocar en el último festival del Limón, Jacinto estando en la casa de Graciela, como lo hacía habitualmente por largas semanas, le pregunta si tiene brillantina, a lo que Graciela le contesta en forma risueña para qué la quería, y el gran Jacinto le dice que era para ponerse en el pelo porque «esta noche tengo que brillar», cosa que efectivamente hizo. A la semana Jacinto Piedra falleció en un trágico accidente.